# Rancho Nuevo, Santa María Yucuhiti
Rancho Nuevo är en ort i Mexiko.   Den ligger i kommunen Santa María Yucuhiti och delstaten Oaxaca, i den sydöstra delen av landet, 300 km sydost om huvudstaden Mexico City. Rancho Nuevo ligger 1 688 meter över havet och antalet invånare är 146.
Terrängen runt Rancho Nuevo är bergig åt sydost, men åt nordväst är den kuperad. Runt Rancho Nuevo är det ganska glesbefolkat, med 39 invånare per kvadratkilometer. Närmaste större samhälle är Putla Villa de Guerrero, 12,3 km väster om Rancho Nuevo. I omgivningarna runt Rancho Nuevo växer i huvudsak städsegrön lövskog.